# Шейла Брофловски
Шейла Брофловски (англ. Sheila Broflovski) — персонаж мультипликационного сериала «Южный парк», мать одного из главных героев сериала — Кайла Брофловски и приёмная мать канадского малыша Айка, жена Джеральда Брофловски.

## Описание персонажа
Родилась и выросла в Нью-Джерси (эпизод «Это фишка Джерси»). Шейла — председатель школьного совета родителей. Больше всего её волнует воспитание детей, причём не столько семейные проблемы, сколько влияние школы и телевидения. При этом методы Шейлы обычно весьма экстремальны: она устраивает митинги и шествия, в том числе заставляя людей совершать показательные самоубийства против телевидения в эпизоде «Смерть», в попытках защитить детей от сортирного юмора Терренса и Филлипа организует партию «Матери Против Канады» (англ. Mothers Against Canada) и развязывает кровавую американо-канадскую войну (фильм «Саут-Парк: большой, длинный и необрезанный»). В попытках доказать детям, что в болезни их медсестры — «мислексия сросшихся близнецов» — нет ничего смешного, Шейла организует в Саут-Парке «Неделю сросшихся близнецов», доставляя массу отрицательных эмоций самой медсестре в эпизоде «Женщина с приросшим эмбрионом».
Шейла домохозяйка и не работает. Единственное исключение — период американо-канадской войны, когда она становится министром нападения при правительстве Билла Клинтона.
Шейла Брофловски — полная и не особо привлекательная женщина.
Шейла — ярая фанатка Барбры Стрейзанд (эпизод «Меха-Стрейзанд»).
Самое запоминающееся выражение — часто повторяющееся возмущенно-удивлённым тоном «What? What? What?» (рус. «Что? Что? Что?») в ответ на что-то неожиданное; напоминает куриное кудахтанье.

## Отношения в семье

### Джеральд
В семье Шейла занимает неоспоримое доминирующее положение. Она в нормальных супружеских отношениях со своим супругом (Джеральдом) и даже сравнительно спокойно воспринимает его диковатые идеи — стать похожим на дельфина в эпизоде «Новая модная вагина мистера Гаррисона» или уехать из города в серии «Угроза самодовольства!». При этом, когда Шеф продавал себя всем женщинам города за деньги в эпизоде «Шефская помощь», Шейла согласилась переспать с ним с согласия Джеральда и потом делилась с мужем впечатлениями. Однако в целом, мир и спокойствие между супругами Брофловски — вовсе не результат взаимопонимания и любви. По большей части порядок и отсутствие ссор — заслуга Джеральда, человека спокойного и уравновешенного. На протяжении всего сериала Шейла серьёзно ссорится со своим мужем в эпизоде «Внушительные буфера», когда её супруг начинает «чизить», чем не занимался уже много лет.

### Кайл
Шейла хорошо относится к своему сыну — Кайлу, хотя и отдает предпочтение приёмному канадцу Айку. В сериале она неоднократно называет Кайла «бубочкой» и старается уберечь его от всех возможных и невозможных опасностей. Однако иногда она осознанно подавляет сына, лишая его свободы выбора. Так, например, в эпизоде «История о мерзком приставании» Шейла не хочет отпускать Кайла на концерт «Рычащих Кисок» и дает Кайлу задание — построить демократию на Кубе, — пообещав, что отпустит сына с друзьями, если он сможет с ним справиться. Но, когда Кайлу удается это сделать, Шейла все равно не отпускает его. Когда в семью Брофловски приезжает двоюродный брат Кайла — Кайл Шварц, — Шейла демонстративно называет сына «Кайл два» и нисколько не обращает внимания на его проблемы и неприятности на протяжении всего времени, пока гость не уезжает домой. Также известно, что Шейла в восторге от внешности своего сына и называет его в эпизоде «Список» «мальчиком, красивым и прекрасным во всех отношениях».

### Айк
Несмотря на то, что Айк некошерный канадец, он самый обожаемый Шейлой член семьи. Шейла относится к нему с большей нежностью и любовью, чем к Кайлу. В большинстве случаев, когда Айк попадает в неприятности, она прикладывает всевозможные усилия, чтобы спасти его. Однако в сериале можно заметить непоследовательное поведение Шейлы по отношению к Айку. К примеру, в серии «О прошлой ночи», когда Айк совершает попытку самоубийства из-за того, что его кандидат проиграл президентские выборы, Кайлу и Стэну приходится самим везти его в больницу, так как Шейлу (как и остальных американцев) охватил «поствыборный ажиотаж». Также, начиная американо-канадскую войну, Шейла нисколько не заботится об Айке, который вынужден прятаться все это время на чердаке.
Когда Кайл играет с Айком в «Пнём малыша» и он улетает в окно, Шейла ругает Айка и называет его «нехорошим мальчиком» за то, что он разбивает окно.
Когда Шейла решила, что её приёмный сын умер, она организовала католические похороны, несмотря на то, что всегда была противницей христианства в эпизоде «Пиписька Айка».

## Общественная и политическая жизнь
Шейла — один из самых политически активных жителей городка. Много раз в сериале она фигурирует как лидер почти всех движений, митингов и протестов. К примеру, в эпизоде «Смерть» она организует акцию протеста против телевизионной компании, транслирующей шоу Терренса и Филиппа. А в полнометражном фильме «Большой, длинный и необрезанный» становится главой антиканадского движения. Шейла — довольно вспыльчивая и эгоистичная личность, она всегда уверена в своей правоте и справедливости собственных действий. Периодически её одержимость установлением политической или общественной справедливости заставляет Шейлу поступать непоследовательно. В серии «Женщина с приросшим эмбрионом» она, желая показать, что в человеческом уродстве нет ничего смешного, устраивает парад в честь школьной медсестры, уродство которой — мислексия сросшихся близнецов.
В большинстве случаев причиной столь активной деятельности Шейлы является её недовольство каким-либо аспектом жизни, поддающимся изменению. Она не задумывается о мнении других и не замечает желания большинства. Согласно эпизоду «Женщина с приросшим эмбрионом», многие жители города прекрасно знают об этом качестве Шейлы. Например, директриса Виктория при встрече с ней без удивления спрашивает: «Рада опять вас видеть… Что вывело вас из себя на этот раз?»; в эпизоде «Мистер Хэнки, рождественская какашка» видно радикальное отношение Шейлы к празднованию Рождества и к христианству вообще. Во время репетиции школьного спектакля она потребовала от мистера Гаррисона, чтобы он исключил из атрибутов постановки все, что может оскорбить иудеев. Последствиями её действий стало то, что многие жители также решили последовать её примеру и снять все, что могло бы хоть кого-нибудь оскорбить.
Общественной активности Шейлы посвящена песня Картмана «Мамка Кайла — сука».
Несмотря на многочисленные случаи деятельности и влияния Шейлы на жизнь Южного Парка, её политические взгляды остаются неясными, так как она постоянно меняет как направления своей деятельности, так и методы осуществления желаемого. Однако, по немногочисленным намёкам, у Шейлы, скорее всего, либеральные взгляды.